# Mekarnangka
Mekarnangka is een bestuurslaag in het regentschap Sukabumi van de provincie West-Java, Indonesië. Mekarnangka telt 2987 inwoners (volkstelling 2010).